# Physoschistura tuivaiensis
Physoschistura tuivaiensis és una espècie de peix de la família dels balitòrids i de l'ordre dels cipriniformes. El seu nom específic fa referència al riu Tuivai.
És un peix d'aigua dolça, demersal i de clima tropical, el qual viu al riu Tuivai (la conca del riu Brahmaputra, el sud de Manipur, Índia).
Té el cos moderadament allargat, de color marró groguenc, de 4,6 cm de llargària màxima, amb el perfil dorsal lleugerament arquejat i amb 12-14 taques de color oliva fosc als flancs. La boca és força arquejada i amb els llavis molt prims (el superior amb una incisió petita). 8 1/2 radis ramificats a l'aleta dorsal, 10 a la pectoral i 8+7 a la caudal. La línia lateral és completa. És inofensiu per als humans.